# Fernando Casimiro
Fernando Casimiro (15 de março de 1931 – 3 de agosto de 2014) foi um velocista português. Ele competiu nos 200 metros masculinos nos Jogos Olímpicos de Verão de 1952. Foi várias vezes recordista nacional e campeão nacional em diversas modalidades.